# Topalodesmus communis
Topalodesmus communis är en mångfotingart som beskrevs av Sergei I. Golovatch 1988. Topalodesmus communis ingår i släktet Topalodesmus och familjen Fuhrmannodesmidae. Inga underarter finns listade i Catalogue of Life.